# Adolf Krome
August Adolf Willi Krome (* 28. Januar 1900 in Hannover; † 21. Februar 1979 in Osterode am Harz) war ein deutscher Unternehmer und Politiker. Für die CDU saß er im Niedersächsischen Landtag.

## Leben
Adolf Krome war ein Sohn des Osteroder Fabrikanten Johann August Willi Krome (1877–1958) und seiner Frau Luise Emma Emilie Margarete geb. Rinne (1880–1966). Er studierte an den Universitäten Göttingen und Rostock Rechts- und Wirtschaftswissenschaften. 1919 wurde er Mitglied des Corps Hildeso-Guestphalia Göttingen. 1920 schloss er sich dem Corps Vandalia Rostock an. Bereits 1922, mit 22 Jahren, wurde er zum Dr. rer. pol. promoviert und ein Jahr später an der Julius-Maximilians-Universität Würzburg  zum Dr. iur. Zum 1. August 1932 trat er in die NSDAP ein (Mitgliedsnummer 1.247.757). Vom 1. Mai 1933 bis 1935 war er in der Sturmabteilung und von 1935 bis 1939 im Nationalsozialistischen Fliegerkorps. Zudem war Krome Mitglied in der Deutschen Arbeitsfront, in der Nationalsozialistischen Volkswohlfahrt, im Kyffhäuserbund und 1934–1939 im Reichsbund für Leibesübungen.
Ab 1. Dezember 1940 arbeitete Krome im Reichsministerium für Bewaffnung und Munition. Von 1941 bis 1945 war er von diesem Ministerium als Referent in das Reichsministerium für Volksaufklärung und Propaganda abgeordnet. Im Zweiten Weltkrieg war er im Kriegseinsatz. Die Entnazifizierung vom 24. Oktober 1949 stufte ihn zunächst in Kategorie IV als „Mitläufer“ ein. Die Berufungsverhandlung vom 21. Februar 1950 entnazifizierte ihn in Kategorie V als entlastet.
Krome war Kaufmann und Fabrikbesitzer. Nach dem Tod des Vaters übernahm er das seit Generationen bestehende und einst als Fassfabrik gegründete Holzverarbeitungsunternehmen. Seit 1952 war er als Mitglied der FDP im Kreistag. 1959 wechselte er zur Christlich Demokratischen Union und kam als Nachrücker für Gerhard Jungmann in den Niedersächsischen Landtages der 4. Wahlperiode vom 6. Dezember 1961 bis zum 5. Mai 1963. Dort gehörte er den Ausschüssen für Sozialangelegenheiten und Wirtschaft und Verkehr an. Von 1962 bis 1971 war er Bürgermeister der Stadt Osterode am Harz.
Er war verheiratet mit Anna Erika Elisabeth Hanna geb. Sticken (* 1913 in Goslar) und hatte mit ihr drei Töchter und zwei Söhne, von denen der jüngste, Thomas Krome (1952–2019), das väterliche Unternehmen übernahm.